# Zamia stricta
Zamia stricta — вид голонасінних рослин класу Саговникоподібні (Cycadopsida).

## Поширення, екологія
Країни поширення: Куба. Цей вид зустрічається в провінції Сантьяго-де-Куба поблизу міста Санта-Марія-де-Лорето. Зростає в сухих лісах.